# Blanc & Fischer Familienholding
Die Blanc & Fischer Familienholding SE & Co. KGaA mit Sitz in Oberderdingen (Baden-Württemberg) ist eine deutsche Managementholding. Die zum Konzern gehörenden operativen Unternehmensgruppen ARPA, Blanco, B.PRO, E.G.O. und KUGEL beliefern Hersteller von Küchen und Elektrogeräten. Sie stehen mit unterschiedlichen Marken, Geschäftsmodellen und Produkten unabhängig nebeneinander und werden vom jeweiligen Management eigenständig geführt.

## Historie
Die Blanc & Fischer Familienholding (im Folgenden „die Blanc & Fischer-Gruppe“) ist ein hundertprozentiges Familienunternehmen und gehört zu gleichen Teilen den Nachfahren von Heinrich Blanc und Karl Fischer, die mit der Gründung der Unternehmen Blanco und E.G.O. im Jahre 1925 die Basis schufen. 1975 – Blanco und E.G.O. hatten expandiert und sich als Unternehmensgruppen weltweit einen Namen gemacht – wurden die gemeinsamen Interessen in der Unternehmensholding „E.G.O. Blanc und Fischer“ gebündelt. 2017 wurde die Blanc & Fischer Familienholding zu einer Managementholding mit erweiterten Kompetenzen ausgebaut. Die E.G.O. Blanc und Fischer & Co. GmbH wurde zum 1. Juli 2019 umfirmiert zur Blanc & Fischer Familienholding GmbH. Zuletzt, im Januar 2024, erfolgte die Umfirmierung zur Blanc & Fischer Familienholding SE & Co. KGaA, um den Zugang zu Kapital beispielsweise für Firmenübernahmen zu verbessern und gleichzeitig den Einfluss der Gründerfamilien zu sichern.
Im Rahmen eines Generationswechsels bei E.G.O. hatte die BWK Unternehmensbeteiligungsgesellschaft 2001 einen zwanzigprozentigen Anteil an der Holding erworben. Die letzten den Gründerfamilien zugehörigen Geschäftsführer, Georg Fischer (E.G.O.) und Frank Straub (Blanco), verließen das Management 2007 bzw. 2009 und wechselten in den Verwaltungsrat. 2009 kauften die Familien die Anteile von der BWK zurück.

## Struktur
Zur Blanc & Fischer-Gruppe gehören diese operativen Unternehmen:
- E.G.O.-Gruppe
- Blanco-Gruppe
- B.PRO-Gruppe
- ARPA-Gruppe (als Originalgerätehersteller)[7]
- KUGEL[8]

Im Jahr 2007 entstand die Blanco-Professional-Gruppe durch Ausgründung aus der Blanco-Gruppe. 2011 erfolgte der Erwerb von ARPA (Alsacienne de Recherche et de Production d'Appareils Domestiques) in Niedermodern (Frankreich) und 2013 der von Defendi in Camerano (Italien) durch Blanc & Fischer.

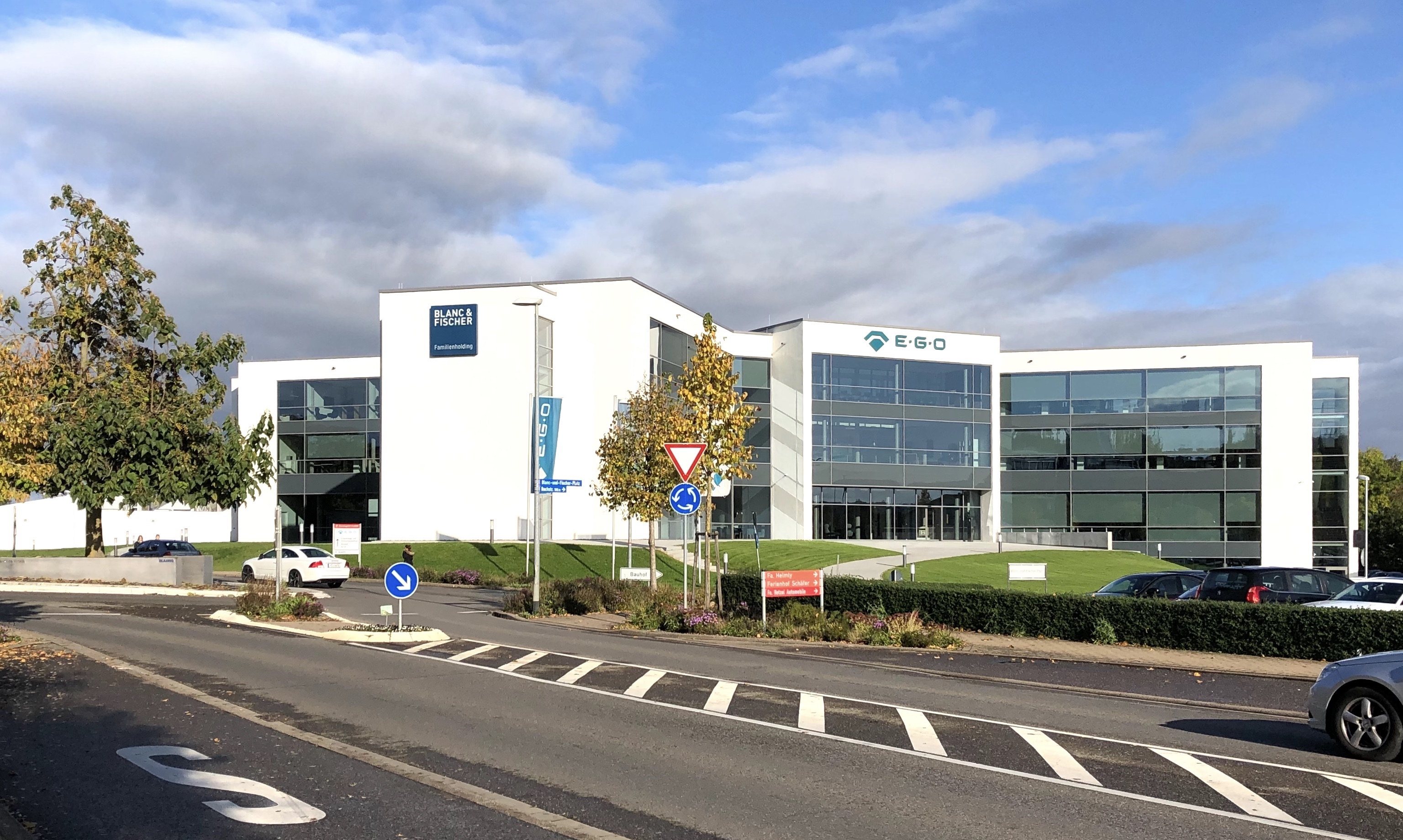
Firmenzentrale „neXus“ in Oberderdingen; seit Mai 2019 Sitz der Blanc & Fischer-Gruppe.

Unternehmensweite Steuerungs- und Dienstleistungsfunktionen werden in der Blanc und Fischer Corporate Services GmbH & Co. KG bzw. Blanc und Fischer IT Services GmbH zentral gebündelt.
Zum Ende des Jahres 2020 wurde das Geschäft der italienischen Defendi in die E.G.O.-Gruppe integriert. Als weitere Einheit kam 2021 die KUGEL Edelstahlverarbeitung von der Blanco-Professional-Gruppe zur Holdinggesellschaft hinzu. Zeitgleich wurde die Blanco Professional zu B.PRO umfirmiert.
Neben Standorten in Deutschland, Frankreich und Italien bestehen Produktionsgesellschaften in Österreich, Slowenien, Kroatien, Spanien, Polen, Tschechien, der Türkei, den USA, Kanada, Mexiko, Brasilien und China. Hinzu kommen Vertriebs- und Servicegesellschaften in weiteren Ländern – insgesamt ist die Blanc & Fischer-Gruppe mit 52 Standorten in 23 Ländern vertreten.